# Dreństwo (gromada)
Dreństwo – dawna gromada, czyli najmniejsza jednostka podziału terytorialnego Polskiej Rzeczypospolitej Ludowej w latach 1954–1972.
Gromady, z gromadzkimi radami narodowymi (GRN) jako organami władzy najniższego stopnia na wsi, funkcjonowały od reformy reorganizującej administrację wiejską przeprowadzonej jesienią 1954 do momentu ich zniesienia z dniem 1 stycznia 1973, tym samym wypierając organizację gminną w latach 1954–1972.
Gromadę Dreństwo z siedzibą GRN w Dreństwie utworzono – jako jedną z 8759 gromad – w powiecie grajewskim w woj. białostockim, na mocy uchwały nr 15/V WRN w Białymstoku z dnia 4 października 1954. W skład jednostki weszły obszary dotychczasowych gromad Dreństwo, Barszcze, Kroszewo, Bułkowizna i Wólka Karowska ze zniesionej gminy Pruska w tymże powiecie. Dla gromady ustalono 15 członków gromadzkiej rady narodowej.
1 stycznia 1955 roku gromadę przyłączono do powiatu augustowskiego.
Gromadę Dreństwo zniesiono 31 grudnia 1961, a jej obszar włączono do nowo utworzonej gromady Pruska.